# Milan (prénom)
Pour les articles homonymes, voir milan.
Milan est un prénom d'origine de l'ex-Yougoslavie, particulièrement chez les Serbes, les Croates, les Monténégrins aussi présent dans le Nord et l'Ouest de la République tchèque
La racine du prénom est   milo (mil) signifie aimable, attachant, en serbo-croate.
Autres prénoms féminins et masculins serbes et croates qui ont pour origine le prénom Milan : Mila, Milana, Milanija, Milanko, Milanče, Mile, Milen, Milenka, Milenko, Milentije, Mileta, Milika, Milinko, Milkan, Milkica, Milo, Miloica, Miloje, Milojica, Milojka, Milojko, Milonja, Milun, Miluna, Milunika, Milunka, Milutinka, Milča, Milša, Milja, Miljan, Miljana, Miljenko, Miljko, Miljojka et Minja.

## Personnalités
- Tous les articles commençant par « Milan »

- Milan Baroš, footballeur tchèque.
- Milan Kundera, écrivain
- Milan Marković, Avocat et homme politique serbe
- Milan Obrenović, roi de Serbie (Milan Ier de Serbie)
- Milan Jovanović (dessinateur) serbe
- Milan III Obrenović, roi de Serbie
- Milan Biševac, footballeur serbe
- Milan Matulović joueur d'échec serbe
- Milan Jovanović (footballeur) (serbe)
- Milan Nedić, Général et homme politique serbe
- Milan Milutinović Président de la Serbie
- Milan Kapetanović Architecte serbe
- Milan Martić Homme politique serbe de la République serbe de Krajina.
- Milan Rakić Poète serbe
- Milan Kučan, premier Président de la Slovénie
- Milan Hejduk, joueur de hockey sur glace
- Milan Rapaić, footballeur croate.
- Milan Jesih, poète slovène.